# 미스터 모건스 라스트 러브
《미스터 모건스 라스트 러브》(Mr. Morgan's Last Love)는 잔드라 네텔베크 감독의 2013년 코미디 드라마 영화이다. 마이클 케인, 클레망스 포에지 등이 주연으로 출연하였다.

## 줄거리
은퇴한 교수 매슈는 프랑스어를 할 줄도 모르면서 파리에서 지내고 있다. 아내 조앤와 사별하고 자살 충동에 시달리는 매슈는 젊고 밝은 프랑스인 무용 강사 폴린을 만나 우정을 쌓는다. 폴린은 매슈를 사이가 소원해진 아들 마일스와 다시 연결시키려고 애쓰는데...

## 출연

### 주연
- 마이클 케인 - 매슈 모건 역
- 클레망스 포에지 - 폴린 로비 역

### 조연
- 저스틴 커크 - 마일스 모건 역
- 제인 알렉산더 - 조앤 모건 역
- 질리언 앤더슨 - 캐런 모건 역
- 리처드 호프 - 우표수집가 역
- 안 알바로 - 콜레트 레리 역
- 크리스텔 코르닐

## 기타 제작진
- 배역: 나탈리 슈롱, 팸 딕슨